# Aedes inermis
Aedes inermis är en tvåvingeart som beskrevs av Donald Henry Colless 1958. Aedes inermis ingår i släktet Aedes och familjen stickmyggor. Inga underarter finns listade i Catalogue of Life.